# KrasAir
KrasAir (En ruso: Красаир) también conocida como Krasnoyarsk Airlines (Красноярские авиалинии) fue una aerolínea rusa basada en el Aeropuerto Internacional de Krasnoyarsk-Yemelyanovo. Operaba servicios regulares de pasajeros y carga a nivel nacional e internacional, así como también vuelos chárter de pasajeros y carga de carácter internacional desde su base en el Aeropuerto Internacional de Krasnoyarsk-Yemelyanovo. En 2008 la aerolínea perdió liquidez, después de la cancelación de la mayoría de sus vuelos y diversos problemas financieros y legales, la aerolínea dejó de existir en octubre del 2008.

## Historia
La aerolínea se fundó en 1967 como la división de Aeroflot-Krasnoyarsk, durante el periodo comprendido entre su fundación y la caída de la Unión Soviética, la aerolínea operó diversos aparatos como los Tu-134, Tu-154, An-24, An-26, Yak-40 y, durante algunos meses, Yak-42. Tras los sucesos de 1991, la aerolínea fue privatizada y se nombró como director a Boris Abramovich y su hermano, Alexander Abramovich, fue nombrado como el mayor accionista de la aerolínea. Los hermanos Abramovich llevaron a cabo una campaña de ampliación extenuante, sumando una gran cantidad de nuevos destinos a la aerolínea, así como la compra de nuevos aparatos de fabricación occidental y de fabricación rusa más modernos. Esta expansión desembocó en la creación de la alianza de AirUnion en 2005, esta fue la primera alianza de aerolíneas íntegramente rusa, formando parte de esta Domodedovo Airlines, Omskavia, Samara Airlines, Sibaviatrans y la misma KrasAir. Esta se convirtió en la tercera aerolínea más importante de Rusia. En esta alianza, todas las aerolíneas miembro eran controladas por KrasAir. 
En 2006 KrasAir trato de extenderse al extranjero, comprando parte de la ahora extinta aerolínea bandera húngara Malév durante el proceso de privatización de esta. La compra de las acciones fue anulada inicialmente por las autoridades húngaras, quienes cancelaron la compra pocos días antes de que se concretara la compra en febrero de 2007. Durante 2006 KrasAir transporto a 1.118.543 de pasajeros en sus destinos domésticos e internacionales, y AirUnion transporto a 3,342,815 de pasajeros en destinos domésticos e internacionales. 
KrasAir también participó en una inversión conjunta con el Banco Europeo para la Reconstrucción y el Desarrollo para crear una aerolínea de bajo costo en Rusia, la primera del país. La aerolínea fue llamada Sky Express. Esta filial estuvo basada en el Aeropuerto Internacional de Moscú-Vnúkovo y operaba inicialmente una flota de 44 Boeing 737-300/500, KrasAir tenía un 40% de esta aerolínea.
En junio y agosto de 2008 las flotas de KrasAir y de las otras aerolíneas miembros de AirUnion fueron detenidas en tierra luego de que los proveedores de combustible negaran créditos para poder reabastecer a los aviones de la alianza, ya que estos tenían una deuda de unos 80 millones de rublos. En junio, KrasAir y su principal proveedor de combustible, la también basada en Krasnoyarsk Sibir Avia Services, llegaron un acuerdo para reanudar el suministro de combustible con la condición de que la deuda de KrasAir no excediera los 100 millones de rublos. En agosto la deuda de KrasAir rondaba los 223 millones de rublos, y el 19 de agosto, Sibir Avia Services detuvo el suministro de combustible nuevamente, dejando a miles de pasajeros varados en los aeropuertos. KrasAir responsabilizo a las compañías petroleras de la crisis. A los seis meses del 2008, un 54% de los gastos de la aerolínea lo representaban los gastos de combustible. Los vuelos de Omskavia y Sibaviatrans también fueron suspendidos en sus respectivos aeropuertos.
Algunos analistas dijeron que la crisis del combustible se resolvería con la intervención de Rostechhologii, una nueva conglomeración del estado que había tenido varias negociaciones con varias compañías de AirUnion, incluyendo a KrasAir. A pesar de esto, el estado prefería una declaración formal de bancarrota de parte de AirUnion, lo que llevaría a una intervención por parte del estado, asumiendo al mando de todas las aerolíneas pertenecientes a la alianza. El 24 de agosto, el primer ministroVladímir Putin hizo referencia a la situación de la aerolínea, autorizando a Serguéi Ivanov a utilizar fondos del estado para ayudar a la alianza.
El 26 de agosto las agencias de noticias informaron que, al parecer, la bancarrota era inevitable, ya que Rostechhologii se negó a pagar las deudas de AirUnion, por lo que sus flotas permanecieron en tierra. Ese mismo día, el Ministerio de Transporte ruso habló con Aeroflot, Transaero, S7 y Rossiya para que estas tomaran las rutas operadas anteriormente por KrasAir.
El 27 de octubre KrasAir perdió a la mayoría de sus tripulaciones de cabina debido a una huelga generalizada. Finalmente, el 1 de noviembre KrasAir dejó de existir, junto con Omskavia, Domodedovo Airlines y Sibaviatrans, todas miembros de AirUnion, que también dejó de existir.

## Flota histórica
Kras Air operó las siguientes aeronaves durante su existencia:
| Aeronaves               | Total | Introducido | Retirado | Matrículas |
| ----------------------- | ----- | ----------- | -------- | --- |
| Antonov An-24           | 4     | 1992        | 2003     | RA-46709, RA-49279, RA-49287 y RA-49278 |
| Antonov An-26           | 6     | 1983        | 2004     | RA-26588, RA-26593, RA-26139, RA-26133, RA-26554 y RA-26557 |
| Boeing 737-300          | 6     | 2006        | 2008     | EI-DNS, EI-DNT, EI-CBQ, EI-CLZ, EI-CLW y EI-DNH |
| Boeing 757-200          | 4     | 2006        | 2008     | EI-DUA, EI-DUC, EI-DUD y EI-DUE |
| Boeing 767-200ER        | 4     | 2004        | 2008     | EI-DMH, EI-GAA, EI-GBA y EI-DMP |
|                         |       |             |          | |
| Ilyushin Il-62          | 8     | 1993        | 2008     | RA-86675, RA-86709, RA-86453, RA-86459, RA-86706, RA-86707 y RA-86708 |
| Ilyushin Il-76          | 12    | 1981        | 2007     | RA-76508, RA-76509, RA-76517, CCCP-76515, RA-76524, RA-76464, RA-76463, RA-76464, RA-76672, RA-76792 y RA-76752 |
| Ilyushin Il-86          | 7     | 2000        | 2008     | RA-86121, RA-86122, RA-86123, RA-86137, RA-86143, RA-86926 y RA-86145 |
| Ilyushin Il-96          | 3     | 2004        | 2008     | RA-96006, RA-96009 y RA-96014 |
| McDonnell Douglas DC-10 | 2     | 1994        | 1997     | N525MD y N533MD |
| Túpolev Tu-134          | 7     | 2000        | 2005     | RA-65960, RA-65605, RA-65618, RA-65560, RA-65780, RA-65930 y RA-64451 |
| Túpolev Tu-154          | 37    | 1993        | 2008     | RA-85124, RA-85165, RA-85181, RA-85184, RA-85201, RA-85202, RA-85213, RA-85213, RA-85417, RA-85418, RA-85456, RA-85489, RA-85505, RA-85523, RA-85818, RA-85672, RA-85660, RA-85678, RA-85679, RA-85682, RA-85683, RA-85861, RA-85677, RA-85676, RA-85694, RA-85702, RA-85704, RA-85708, RA-85719, RA-85720, RA-85707, RA-85714, RA-85759, RA-85758, RA-85802 y RA-85768 |
| Tupolev Tu-204          | 5     | 1993        | 2004     | RA-64027, RA-64020, RA-64019, RA-64018 y RA-64032 |
| Túpolev Tu-214          | 1     | 2005        | 2008     | RA-64508 |
| Yakovlev Yak-40         | 11    | 1973        | 2007     | RA-87560, RA-87361, RA-87368, RA-87450, RA-87473, RA-88224, RA-88246, RA-88263, RA-88274 y RA-87916 |

## Antiguos destinos
| Países                  | Destinos                 | Aeropuertos                                                        |
| Asia                    | Asia                     | Asia                                                               |
| ----------------------- | ------------------------ | ------------------------------------------------------------------ |
| Armenia                 | Ereván                   | Aeropuerto Internacional de Zvartnots                              |
| Azerbaiyán              | Bakú                     | Aeropuerto Internacional Heydar Aliyev                             |
| Emiratos Árabes Unidos  | Dubái                    | Aeropuerto Internacional de Dubái                                  |
| Kazajistán              | Almaty                   | Aeropuerto Internacional de Almatý                                 |
| Kazajistán              | Baikonur                 | Aeropuerto Internacional de Baikonur-Krayniy                       |
| Kirguistán              | Biskek                   | Aeropuerto Internacional de Manas                                  |
| Tayikistán              | Dusambé                  | Aeropuerto de Dusambé                                              |
| Tayikistán              | Juyand                   | Aeropuerto Internacional de Judzhand                               |
| Tailandia               | Bangkok                  | Aeropuerto Internacional Suvarnabhumi                              |
| Tailandia               | Pattaya                  | Aeropuerto Internacional de U-Tapao                                |
| República Popular China | Pekín                    | Aeropuerto Internacional de Pekín                                  |
| Rusia                   | Barnaul                  | Aeropuerto de Barnaul                                              |
| Rusia                   | Blagoveshchensk          | Aeropuerto de Blagoveshchensk                                      |
| Rusia                   | Chitá                    | Aeropuerto Internacional de Chitá-Kadala                           |
| Rusia                   | Igarka                   | Aeropuerto de Igarka                                               |
| Rusia                   | Irkutsk                  | Aeropuerto Internacional de Irkutsk                                |
| Rusia                   | Kémerovo                 | Aeropuerto Internacional de Kémerovo                               |
| Rusia                   | Jabárovsk                | Aeropuerto de Jabárovsk Novy                                       |
| Rusia                   | Játanga                  | Aeropuerto de Jatanga                                              |
| Rusia                   | Komsomolsk del Amur      | Aeropuerto de Komsomolsk del Amur                                  |
| Rusia                   | Krasnodar                | Aeropuerto Internacional de Krasnodar-Pashkovsky                   |
| Rusia                   | Krasnoyarsk              | Aeropuerto Internacional de Krasnoyarsk-Yemelyanovo HUB principal  |
| Rusia                   | Kyzyl                    | Aeropuerto de Kyzyl                                                |
| Rusia                   | Mineralnye Vody          | Aeropuerto Internacional de Mineralnye Vody                        |
| Rusia                   | Moscú                    | Aeropuerto Internacional de Moscú-Domodédovo HUB secundario        |
| Rusia                   | Norilsk                  | Aeropuerto de Norilsk-Alykel                                       |
| Rusia                   | Novosibirsk              | Aeropuerto Internacional de Novosibirsk-Tolmachevo                 |
| Rusia                   | Omsk                     | Aeropuerto de Omsk-Tsentralny                                      |
| Rusia                   | Petropávlovsk-Kamchatski | Aeropuerto de Petropávlovsk-Kamchatski                             |
| Rusia                   | Rostov del Don           | Aeropuerto de Rostov del Don                                       |
| Rusia                   | San Petersburgo          | Aeropuerto Internacional de Pulkovo                                |
| Rusia                   | Samara                   | Aeropuerto Internacional de Samara-Kurúmoch                        |
| Rusia                   | Sochi                    | Aeropuerto Internacional de Sochi-Alder                            |
| Rusia                   | Tomsk                    | Aeropuerto de Tomsk-Bogashevo                                      |
| Rusia                   | Tura                     | Aeropuerto de Tura                                                 |
| Rusia                   | Ulan-Ude                 | Aeropuerto Internacional de Ulan-Ude                               |
| Rusia                   | Vladivostok              | Aeropuerto Internacional de Vladivostok                            |
| Rusia                   | Yakutsk                  | Aeropuerto Internacional de Yakutsk                                |
| Rusia                   | Ekaterimburgo            | Aeropuerto de Ekaterimburgo-Koltsovo                               |
| Rusia                   | Yeniseisk                | Aeropuerto de Yeniseysk                                            |
| Rusia                   | Yuzhno-Sajalinsk         | Aeropuerto Internacional de Yuzhno-Sajalinsk                       |
| Uzbekistán              | Taskent                  | Aeropuerto Internacional de Taskent                                |
| Europa                  |                          |                                                                    |
| Austria                 | Salzburg                 | Aeropuerto de Salzburgo                                            |
| Alemania                | Fráncfort del Meno       | Aeropuerto de Fráncfort del Meno                                   |
| Alemania                | Hannover                 | Aeropuerto de Hannover                                             |
| Grecia                  | Atenas                   | Aeropuerto Internacional Eleftherios Venizelos                     |
| Grecia                  | Heraclión                | Aeropuerto Internacional de Heraclión Nikos Kazantzakis estacional |
| Grecia                  | Salónica                 | Aeropuerto Internacional de Tesalónica-Macedonia                   |
| Montenegro              | Tivat                    | Aeropuerto de Tivat                                                |
| Portugal                | Lisboa                   | Aeropuerto de Lisboa                                               |